# Мостовое (Амурская область)
Мостово́е — село в Белогорском районе Амурской области, Россия.
Входит в Новинский сельсовет.

## География
Село Мостовое расположено к юго-востоку от Белогорска.
Автомобильная дорога к селу Мостовое идёт на восток от трассы Чита — Хабаровск (у села Амурское, станция ЗабЖД Возжаевка), расстояние — 14 км.
Административный центр Новинского сельсовета село Новое расположено в 10 км к северу.
На восток от села Мостовое идёт дорога к селу Луговое.

## Население
| 2002 | 2010 | 2012 | 2013 | 2014 | 2015 | 2016 |
| ---- | ---- | ---- | ---- | ---- | ---- | ---- |
| 61   | ↘20  | ↘18  | →18  | →18  | ↘15  | →15  |
| 2017 | 2018 |      |      |      |      |      |
| ↘14  | →14  |      |      |      |      |      |

## Инфраструктура
- Сельскохозяйственные предприятия Белогорского района.